# Pincett

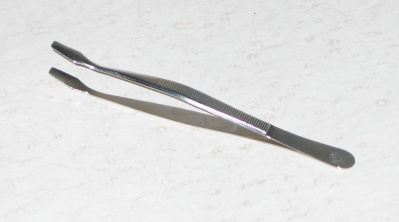
En frimärkspincett

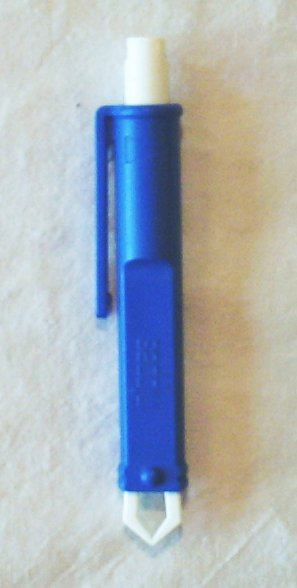
En nederländsk fästingpincett

En pincett är ett verktyg som används för att hantera föremål som är för små för att enkelt greppas med fingrarna, eller då man vill undvika att fett och smuts från fingrarna eller fingeravtryck hamnar på föremålet. Omvänt kan man använda en pincett för att inte själv bli smutsig eller smittad, när man ska hantera något smutsigt föremål.
Ett annat tillfälle, när hantering med pincett är tillrådlig, är när föremålet, eller den miljö föremålet befinner sig i, är så varmt att man annars skulle bränna sig.
Pincetter används bland annat inom sjukvård, forskning, polis, bland frimärkssamlare och vid hårborttagning. Pincetter är oftast tillverkade i metall men kan även förekomma i andra utföranden, som till exempel plast, vilket är viktigt vid hantering av batterier av knappcelltyp för att undvika kortslutning.
Det finns varianter av pincetten:
- En stekpincett är en större pincett som används vid matlagning.
- En fästingpincett är specialutformad för att man enkelt ska kunna ta bort fästingar från kroppen eller ett husdjur.
- Det finns pincetter med ett litet förstoringsglas monterat strax över spetsarna.

## Etymologi
Pincett är en försvenskning av franska pincette med samma betydelse och är besläktat med pincer, som betyder klämma, nypa. Ordet finns belagt i svenska språket sedan 1780. Jämför pincené, glasögon att klämmas fast över näsryggen.